# 歴代残闕日記
『歴代残闕日記』（れきだいざんけつにっき）は、平安時代から江戸時代末期にかけての天皇・朝廷・公家・武家・僧侶・寺家・社家らの日記や別記、紀行をまとめ、年代順に並べた叢書である。安政5年（1858年）に成立した。

## 概要
当記は、平安時代の宇多天皇の日記『宇多天皇宸記』から江戸時代末期まで日記類が342種類収められており、目録類標1巻、本文127巻で構成されている。収められた日記類には、他に善本が存在している場合や書名比定の間違いも見られる。しかし、当記のみに残されている記録もあり、貴重とされている。
編纂者および編纂の経緯については通説では、信濃国須坂藩主・堀直格（1806年−1880年）の命令によって、安政5年（1858年）に国学者・黒川春村（1799年−1866年）が編纂したと説明されている。
しかし、『歴代残闕日記』にある黒川春村の序文によれば、当時各所の秘蔵書などを集め模写するなどして、編纂の主体となったのは堀直格の方であり、春村の役割は直格からの命を受けて、収集された模写本を年代順に整理し目録を作成するなど、補佐的ものであったとする説もある。
編纂後は拾遺編も企図されていたが、実現はしなかった。

## 伝本
伝本としては宮内庁書陵部本（以下、書陵部本と略記）と東京大学総合図書館本（以下、東大本と略記）が知られる。
原本については複数の説がある。
『歴代残闕日記』刊本の監修をした角田文衛によると、書陵部本は堀家にあった原本を明治18年頃に写したものであり、東大本は書陵部本から写したものであって、堀家にあったとされる原本は明治時代に散逸したという。。
しかし、東大本が堀家にあった原本であるとする説も提示されている。
東大本には堀直格の蔵書印が見られ、さらに各冊第一丁表に「東京大学法理文学部書庫所蔵」印が確認されている。東京大学による印は、帝国大学令により明治19年に帝国大学図書館へと改称する前に押された印とされている。また浦野都志子によると、東大本各冊には堀直格の蔵書印に加えて、編纂指示語や朱墨の勘注・付箋などがある。また、書陵部本は東大本と比べて語句の省略や写し間違え、写し洩れなどが見られ不明確な部分が多いとされる。これらの点から、東大本は明治10年代に堀家原本を受け入れたものであり、書陵部本は原本であった東大本を写したものであったとされる。
また、東大本・書陵部本はいずれも完本としては残っていない。東大本は大正12年（1923年）の関東大震災により、当時貸出中であった29冊を残して焼失してしまった。また、書陵部本も元は完本であったが、戦時中に疎開先で一部が焼失した。

## 塙家との関係
通説では当記の編纂に、群書類従などの編纂で著名な塙保己一の助力があったとされる。これは、黒川春村の序文で、「塙のあるじにかたらひたまひて」と書かれていること、また、当記に所収された記録の中に保己一の名がある奥書が見られるためである。しかし、この通説に対しても、疑問が提示されている。
塙保己一の没年は文政4年（1821年）であり、この時点で黒川は23歳、堀直格は16歳であった。保己一没年時の黒川・堀の状況や年齢を考慮すると、『歴代残闕日記』の編纂に保己一が関わったとは考えにくい。加えて、保己一の名がある奥書は、『歴代残闕日記』の底本の一部が、保己一の命によって書写された塙家（和学講談所）所蔵の記録をそのまま写したために残されたとされる。これらの点から、『歴代残闕日記』の編纂に協力した塙は保己一ではなく、保己一四男の忠宝が妥当だとされる。